# Melanoleuca atripes
Melanoleuca atripes är en svampart som beskrevs av Boekhout 1988. Enligt Catalogue of Life ingår Melanoleuca atripes i släktet Melanoleuca,  och familjen Tricholomataceae, men enligt Dyntaxa är tillhörigheten istället släktet Melanoleuca,  och familjen Chromocyphellaceae. Artens status i Sverige är: Ej påträffad. Inga underarter finns listade i Catalogue of Life.